# Spergedrag

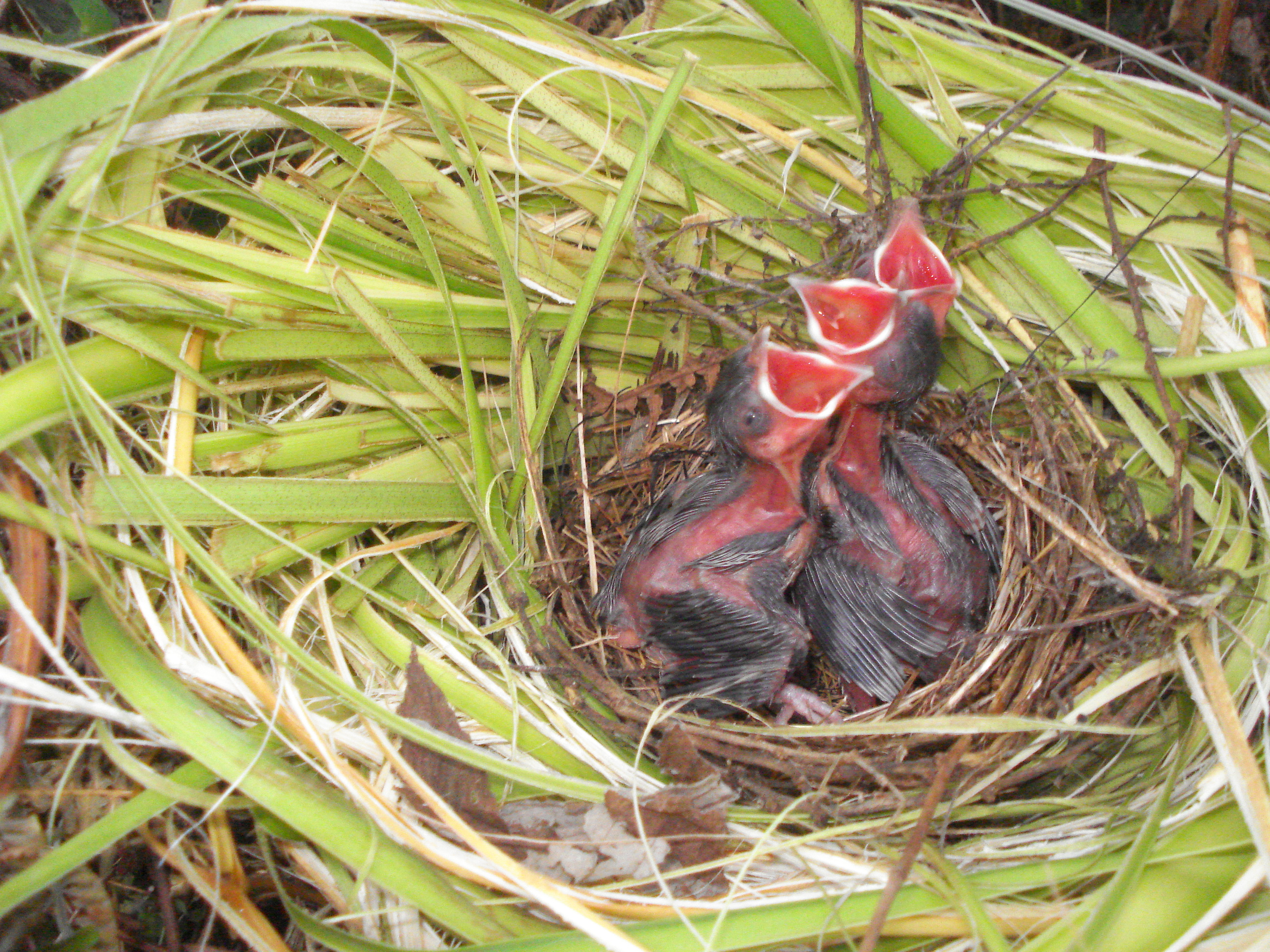
Spergeddrag bij jonge vogels

Spergedrag is het expressiegedrag dat jonge vogeltjes vertonen als ze eten willen. 
De sleutelprikkel, een prikkel die telkens dezelfde reactie geeft, zorgt ervoor dat ze spergedrag vertonen. De leeftijd van de vogel bepaalt wat de sleutelprikkel is.
1. Als de jongen pas geboren zijn, zijn deze nog blind. Een tik tegen het nest is dan de sleutelprikkel, dan doen ze hun snavel open en vertonen spergedrag.
2. Als de ogen net open zijn, sperren ze naar alles wat beweegt. Alles wat beweegt is een sleutelprikkel om te gaan sperren.
3. De vogels zijn wat ouder en ze sperren alleen naar voorwerpen die groter zijn dan 3 mm. Dit is de sleutelprikkel.
4. Uiteindelijk wordt er alleen gesperd naar voorwerpen die groter zijn dan 3 mm en met een bocht erin.